# 깍두기 (2004년 드라마)
《깍두기》는 KBS 2TV에서 2004년 1월 23일 2부작으로 방영된 설 특집 드라마이다.

## 등장 인물
- 이인혜 : 현덕 역

양반가의 귀하신 따님인데 늘 무김치만 먹고 씻지도 않는다. 그런 기행으로 인하여 혼기가 찼는데도 혼담이 없어 여러 사람 애를 태운다.
- 고주원 : 각두 역

힘세고 일 잘하고 키도 크고 잘생긴 머슴. 생전 가야 말을 안 해 그 속내를 아는 사람은 아무도 없다.
- 윤혜경 : 화니 역

비록 계집종이긴 하나 꽃같이 예뻐서 이름도 화니다. 늘 분에 넘치는 복을 챙긴다.
- 이덕희 : 홍시마님 역

현덕의 어미. 젊은 나이에 혼자되어 딸 하나 바라보고 사는데 그 딸이 말썽이니 사는 게 사는 것이 아니다. 홍시를 좋아해서 홍시마님이라 불린다. 옷 탐은 많으나 입을 수 없어, 그 또한 한탄스럽다.
- 최란 : 허실네 역

화니의 어미. 홍시마님 교전비로 따라와 일생을 홍시마님의 수족노릇을 한다. 홍시마님과는 서로 믿고 의지하는 사이다.
- 사미자 : 매파 역

괴이한 인상과 웃음소리를 지녔다. 그 정체가 묘연하다.